# Mare, sole e... Costa
Mare, sole e... Costa (Costa) è una serie televisiva a disegni animati. In Italia è stata trasmessa da Italia 1 nel 1998.

## Trama
Le avventure di un simpatico terzetto di amici, composto da due bambini ed un asino, che combinano sempre guai tutta la città.

## Personaggi
- Costa
- Luigino
- Victor
- Sindaco
- Guardia
- Mamma Costa
- Gauberti
- Mario
- Asino